# San Giovanni in Fonte (Verona)

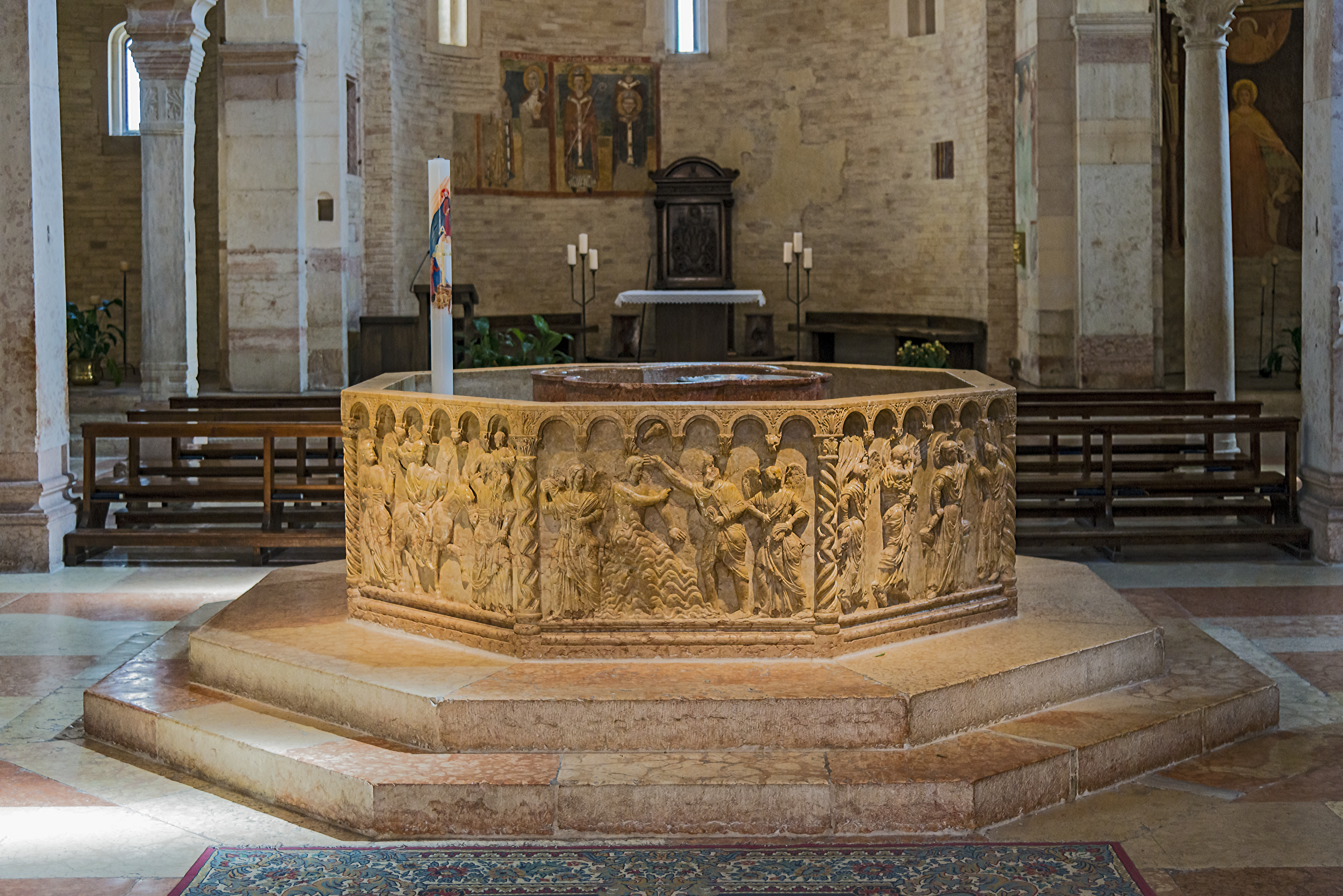
San Giovanni in Fonte – Taufbecken mit Chor im Hintergrund

San Giovanni in Fonte ist eine römisch-katholische Filialkirche in der oberitalienischen Stadt Verona in Venetien. Sie ist als Baptisterium Teil des Domkomplexes von Verona.

## Geschichte
Ein erstes Baptisterium in Verona wurde vermutlich bereits im 4. Jahrhundert nach dem Toleranzedikt von Mailand im nordwestlichen Bereich des römischen Municipiums errichtet. Zwar konnten archäologische Grabungen bislang die Existenz eines solchen Baus nicht belegen, verschiedene schriftliche Hinweise weisen aber auf einen Vorgängerbau hin. Im Frühmittelalter verlieren sich die Spuren auf den frühchristlichen Bau wieder.
Erstmals schriftlich erwähnt wurde eine Johannes dem Täufer geweihte Taufkapelle im Jahr 981. Mit dem vom Bischof von Verona Bernardo eingeleiteten Neubau des Bischofssitzes im 12. Jahrhundert wurde das Baptisterium vollständig neu errichtet. Die Grundformen dieses Baus haben sich bis heute fast unverändert erhalten. Umstritten ist, ob die Entscheidung für den Neubau mit den vom Erdbeben von 1117 verursachten Schäden zusammenhängt, da die Auswirkungen von Chronisten eher übertrieben dargestellt werden. Nicht ausgeschlossen werden kann, dass der Neubau im Zusammenhang mit dem von Bernardo in Angriff genommenen Reformprozess der Veroneser Kirche steht.
Der 1123 begonnene Bau wurde vermutlich Ende der 1130er Jahre vollendet. Zu diesem Zeitpunkt hatte San Giovanni in Fonte bereits das Privileg, der einzige Taufplatz in Verona zu sein, eingebüßt. Trotz des Bedeutungsverlustes entstand noch im 12. Jahrhundert das reich dekorierte Taufbecken. 1177 wurde das Baptisterium dem Verantwortungsbereich des Bischofs entzogen und dem seit 813 dem Patriarchen von Aquileia unterstehenden Domkapitel anvertraut.
Auch nachdem Verona Anfang des 15. Jahrhunderts unter venezianische Herrschaft gefallen war und mit Angelo Barbarigo der erste venezianische Bischof den Bischofsstuhl in Verona besetzte, verblieb die Taufkapelle im Zuständigkeitsbereich des Domkapitels. 1446 wurde San Giovanni in Fonte zur Pfarrkirche erhoben und die Autorität der Kanoniker eingeschränkt. Zwischen dem 15. und 17. Jahrhundert wurden einige Seitenaltäre errichtet, die von bedeutenden Familien oder Zünften, wie den Steinmetzen, der Stadt gestiftet worden waren. Mit dem 1502 abgeschlossenen Neubau des östlich angrenzenden Bischofssitzes wurde die südwestliche Seitenapsis in den Bau eingeschlossen und ist seitdem von außen nicht mehr zu erkennen.
1575 richtete Bischof Agostino Valier ein Oratorium in der Taufkapelle ein, um die Jugend mit dem Katechismus vertraut zu machen. Mit den von Papst Benedikt XIV. eingeleiteten Kirchenreformen wurde das Baptisterium mit der Päpstlichen Bulle Regis pacificis vom 11. Mai 1756 dem Domkapitel entzogen und dem Bischof von Verona unterstellt. Nach Auflösung der Republik Venedig durch Napoleon Bonaparte 1797 verlor die Kirche im Zuge der napoleonischen Reformen 1805 ihre Pfarre und wurde zu einer Filialkirche des Doms. Ihre Funktion als Oratorium behielt sie allerdings bei.
Im Laufe des 19. Jahrhunderts wurde der Bau in mehreren Abschnitten restauriert. Der erste größere Eingriff fand bereits nach dem Etschhochwasser von 1757 statt, als der in Mitleidenschaft gezogene Bau nur dank großzügiger privater Spenden restauriert werden konnte, woran eine Gedenktafel im Innenraum erinnert. In der zweiten Hälfte des 19. Jahrhunderts wurden vermutlich auch die Obergaden anstelle der ursprünglichen Monoforien angebracht. Weitere Renovierungsarbeiten waren nach dem katastrophalen Etschhochwasser von 1882 sowie nach den alliierten Luftangriffen im Zweiten Weltkrieg nötig. In den 1960er Jahren wurden die Fresken restauriert und in den 1980er Jahren der Fußboden im Chor erneuert. Mit der 2005 abgeschlossenen Restaurierung wurde der gesamte Innenverputz entfernt und die ursprüngliche Mauerstruktur wiederhergestellt. Zudem wurden die Reliefs des Taufbeckens restauriert.

## Architektur
Die in der Altstadt von Verona liegende Taufkirche ist einer der am besten erhaltenen romanischen Bauten der Stadt. Sie wurde nicht als Zentralbau errichtet, sondern als dreischiffige und dreiapsidiale Basilika.

### Westfassade
Die Westfassade mit ihrem Eingangsportal liegt an einem kleinen Innenhof, der im Westen vom Atrium des Doms eingegrenzt wird und gleichzeitig die Verbindung zu den anderen Gebäuden des Domkomplexes darstellt. An der Nordseite des Innenhofes liegt der Korridor, der den östlich angrenzenden Bischofspalast mit der Sakristei des Doms verbindet. Auf der gegenüberliegenden Südseite liegt ein auf einem Bogengewölbe ruhender Mauerziegelbau, der als Domschatzkammer dient. Infolge des Ende des 14. Jahrhunderts erstmals erwähnten Anbaus wurde die Westfassade von San Giovanni in Fonte verdeckt und der ursprünglich das Portal schützende Protiro entfernt, von dem noch Spuren zu erkennen sind. Die nüchtern gehaltene Fassade wird von einem Rundbogenfries und einem Biforienfenster über dem Portal aufgelockert. Die Kämpfer und der Architrav des Portals sind aus rotem Veroneser Marmor und heben sich von der weißen Tuffsteinfassade ab. In der Nische über dem Portal befinden sich die Reste eines stark verblichenen Freskos einer thronenden Madonna aus der ersten Hälfte des 13. Jahrhunderts. Im Gewölbebogen neben dem Eingang sind Spuren von Wandmalereien und Grabinschriften erhalten, die davon zeugen, dass dieser Bereich über mehrere Jahrhunderte als Friedhof genutzt wurde.

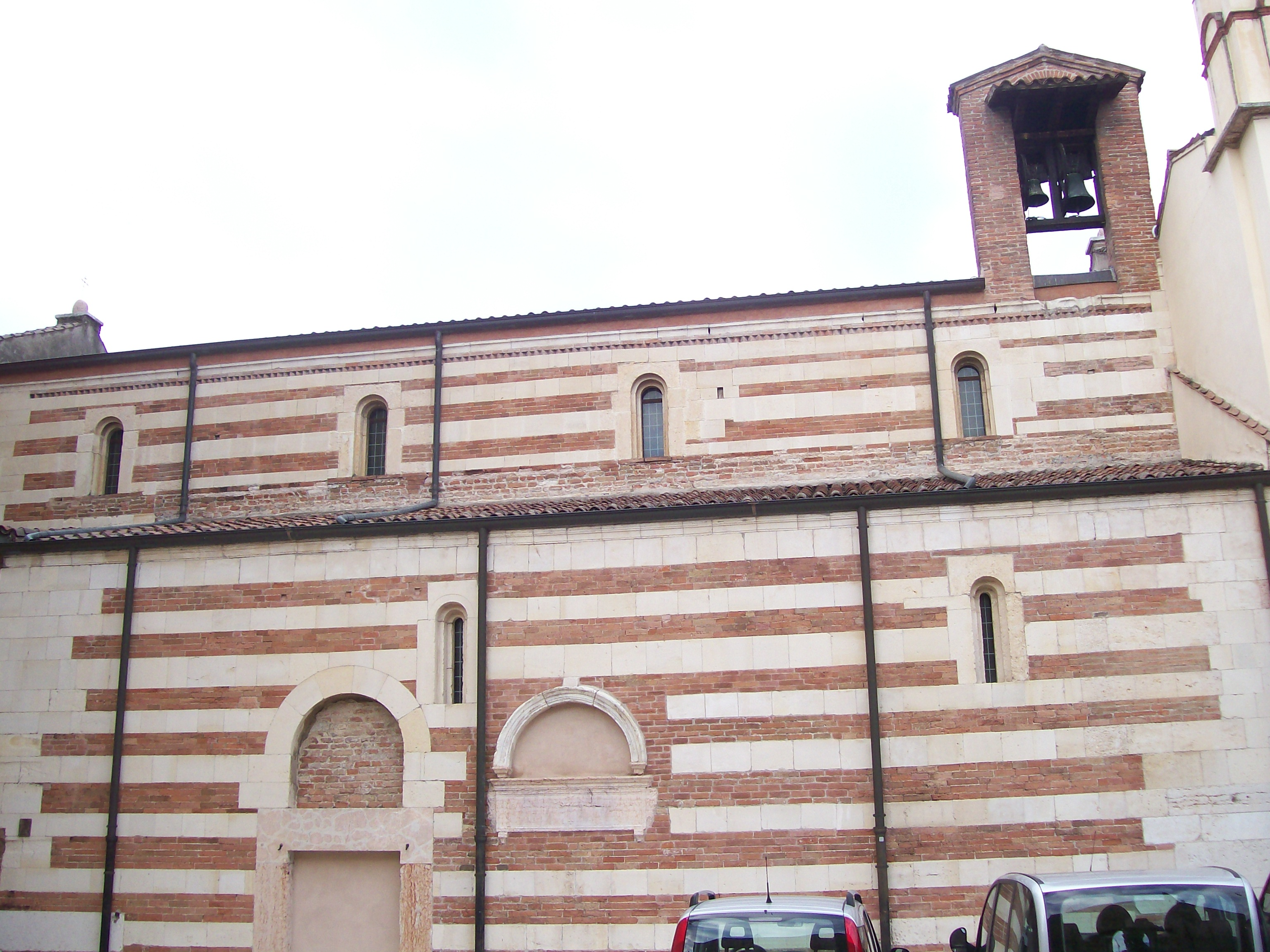
Südseite mit Glockengiebel
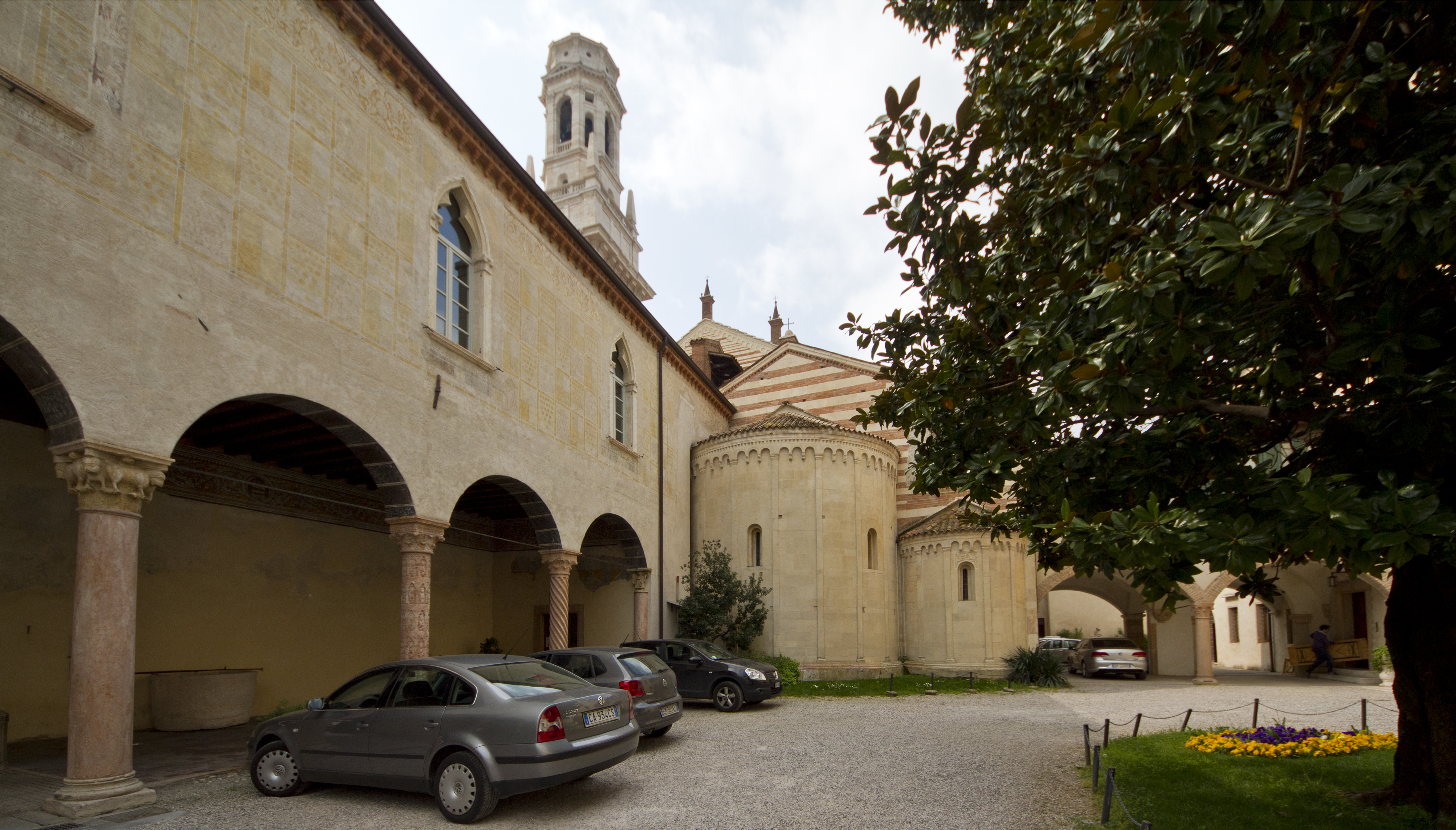
Innenhof des Bischofspalastes mit der freistehenden Hauptapsis und der nördlichen Seitenapsis
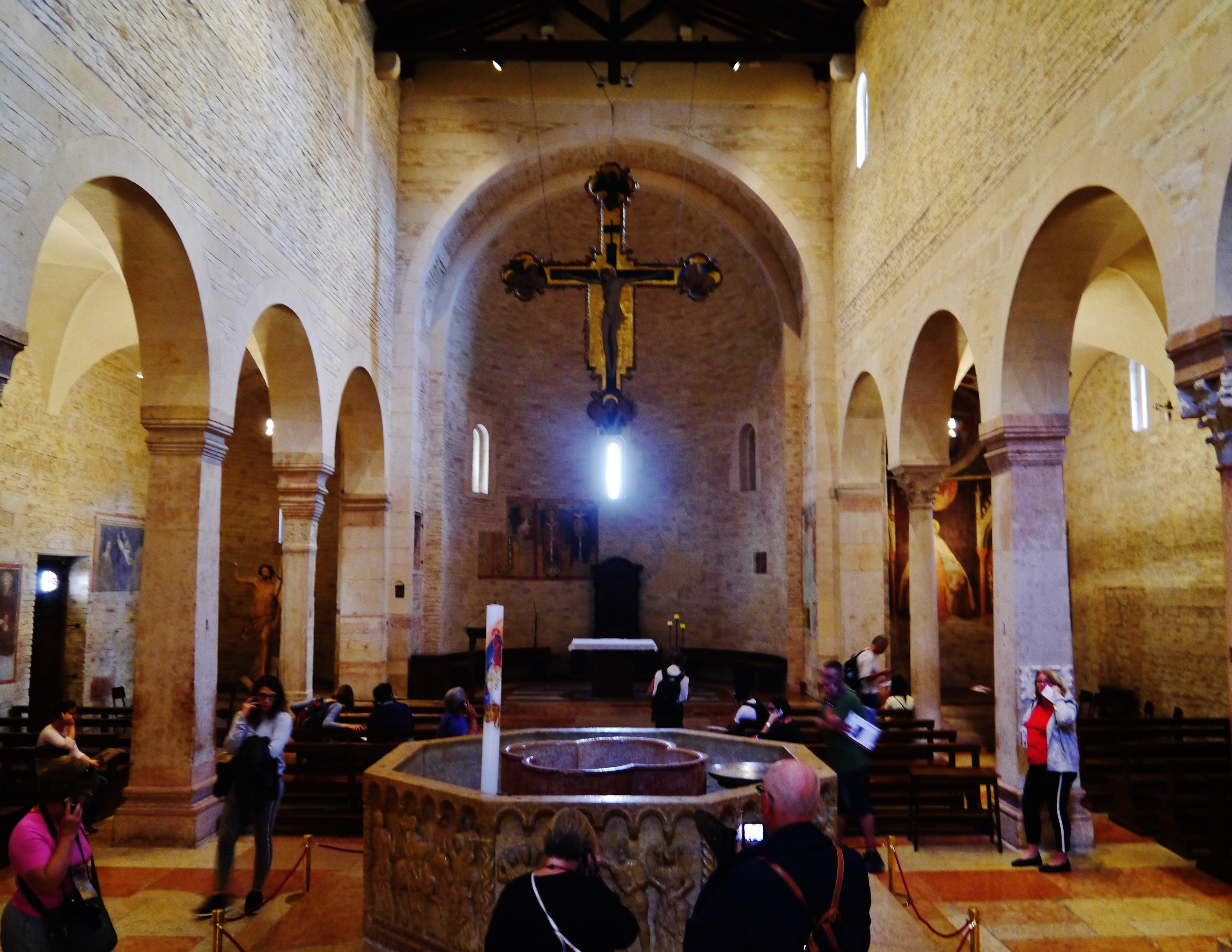
Hauptschiff und Chor

### Südseite und Glockengiebel
Die an der Piazza Vescovado gelegene Südseite weist das für die Veroneser Romanik charakteristische und dem römischen Opus listatum nachgeeiferte Kombinationsmauerwerk mit roten Mauerziegeln und weißem Tuff auf, wobei die Kanten einfarbig gehalten sind. Die Fassade liegt eingebettet zwischen der Apsis des Doms und dem unter Bischof Giovanni Michiel Anfang des 15. Jahrhunderts errichteten Neubau des Bischofspalastes. In der Mitte des 19. Jahrhunderts wurde das südliche Portal zugemauert, in der darüber liegenden Lünette sind noch spärliche Spuren eines Freskos zu erkennen. Daneben ist eines der zwei Monoforien mit Stufengewände der Südfassade. Die im 19. Jahrhundert entstandenen Obergaden ersetzten vermutlich ebenfalls Monoforien. Rechts neben dem Seitenportal befindet sich ein eingemauerter Sarkophag, der dem späten 15. Jahrhundert zuzuschreiben ist und womöglich ursprünglich an anderer Stelle angebracht war. Für wen die Grablege bestimmt war, ist nicht bekannt.
Der aus Mauerziegeln erbaute Glockengiebel wurde sehr wahrscheinlich erst nach der Erhebung zur Pfarrkirche im 15. Jahrhundert errichtet. Er befindet sich auf der Südseite des Satteldaches des Hauptschiffes. Der darunter liegende Giebel und der Zahnfries sind von den Glockenseilen deutlich abgenutzt. Die größere der beiden Glocken wurde 1450 gegossen und ist eine der ältesten noch in Verona läutenden Glocken. Die kleinere stammt von 1657.

### Apsis und Nordseite
Der Bereich der Apsis und die Nordfassade liegen im Innenhof des Bischofspalastes. Von den drei Apsiden sind nur die Hauptapsis und die nördliche Seitenapsis noch freistehend erkennbar. Die südliche Seitenapsis wurde beim Bau des bischöflichen Palais im 15. Jahrhundert nicht abgerissen, sondern in den Neubau integriert. Die drei Apsiden sind vollständig aus weißem Tuff errichtet und mit Lisenen und Friesen geschmückt. Während die Hauptapsis drei Monoforien besitzt, von denen das südliche zugemauert ist, besitzen die beiden Seitenapsiden nur jeweils ein zentrales Monoforium, das jeweils mit einem Zierrelief mit Tier- und Pflanzenmotiven geschmückt ist. Die dahinter liegende Fassade weist das Kombinationsmauerwerk aus roten Mauerziegeln und weißem Tuff auf. Der südliche Bereich der Apsis wurde durch einen Bombentreffer im Zweiten Weltkrieg schwer beschädigt und musste in der Nachkriegszeit aufwendig restauriert werden.
Die ebenfalls zweifarbig gehaltene Nordseite ist durch Anbauten wesentlich verändert worden. Unter Bischof Ermolao Barbaro dem Älteren wurde im 15. Jahrhundert der Verbindungsgang zwischen dem Bischofspalast und dem Dom errichtet. Letzterer zieht sich auf dem linken Seitenschiff entlang und quert im Bereich des Chors in einem Bogen den Innenhof zum bischöflichen Palais. Im Gegensatz zur Südfassade ist das nördliche Seitenportal nicht zugemauert worden und nach wie vor benutzbar. Das darüber liegende Fresko in der Form eines Clipeus stammt aus dem 16. Jahrhundert und zeigt Johannes den Täufer. Zugemauert wurden dagegen die Monoforien, deren Spuren an der Fassade nicht mehr auszumachen, aber im Innenraum noch zu erkennen sind.

## Innenraum und Innenausstattung
Der Innenraum ist in seiner Struktur seit dem Bau des Baptisteriums im 12. Jahrhundert unverändert erhalten geblieben. Eine Reihe von Säulen und Pfeilern trennen abwechselnd die beiden Seitenschiffe vom Hauptschiff ab. Während die drei Schiffe im Osten symmetrisch mit drei Apsiden abschließen, ist das Langhaus im Westen asymmetrisch strukturiert. Warum das Hauptschiff über die beiden Seitenschiffe hinausreicht, ist nicht hinreichend geklärt. Am Pilaster des nördlichen Seitenschiffes befindet sich eine von mehreren Inschriften im Innenraum, die an verschiedene Etschhochwasser erinnern, die älteste ist mit 30. Oktober 1567 datiert. Am Fußboden sind einige Grabinschriften, die älteste Grabinschrift ist von 1374 und befindet sich in der Nähe der südlichen Seitenapsis.
Rechts und links des Westportals befinden sich zwei nachträglich angebrachte Türen, die zu zwei kleinen Sakristeien führen, wobei die südliche Sakristei die ältere der beiden ist und zwischen dem 13. und 14. Jahrhundert entstanden ist.

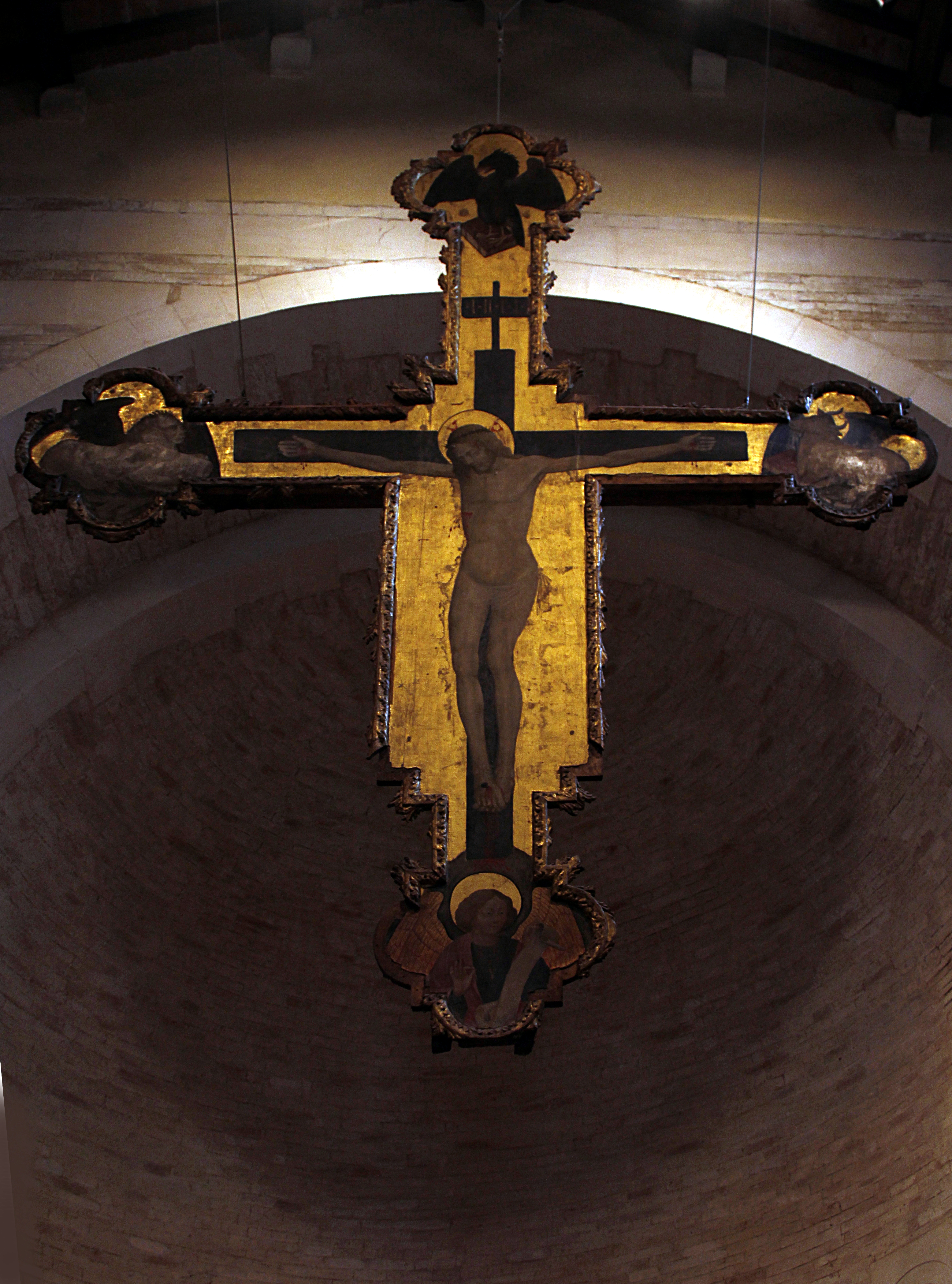
Kruzifix von Giovanni Badile
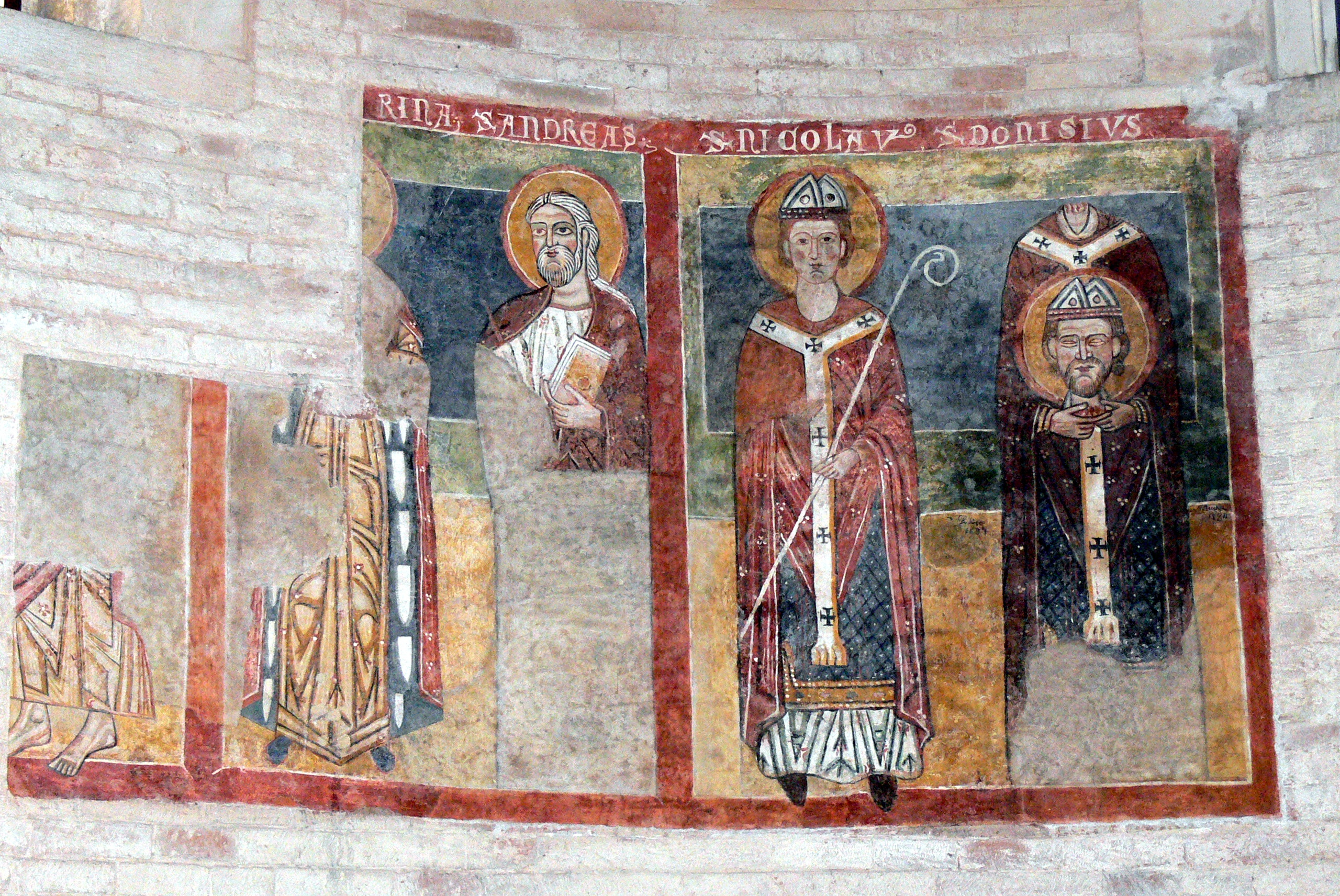
Fresko eines unbekannten Malers aus dem 14. Jahrhundert in der Hauptapsis
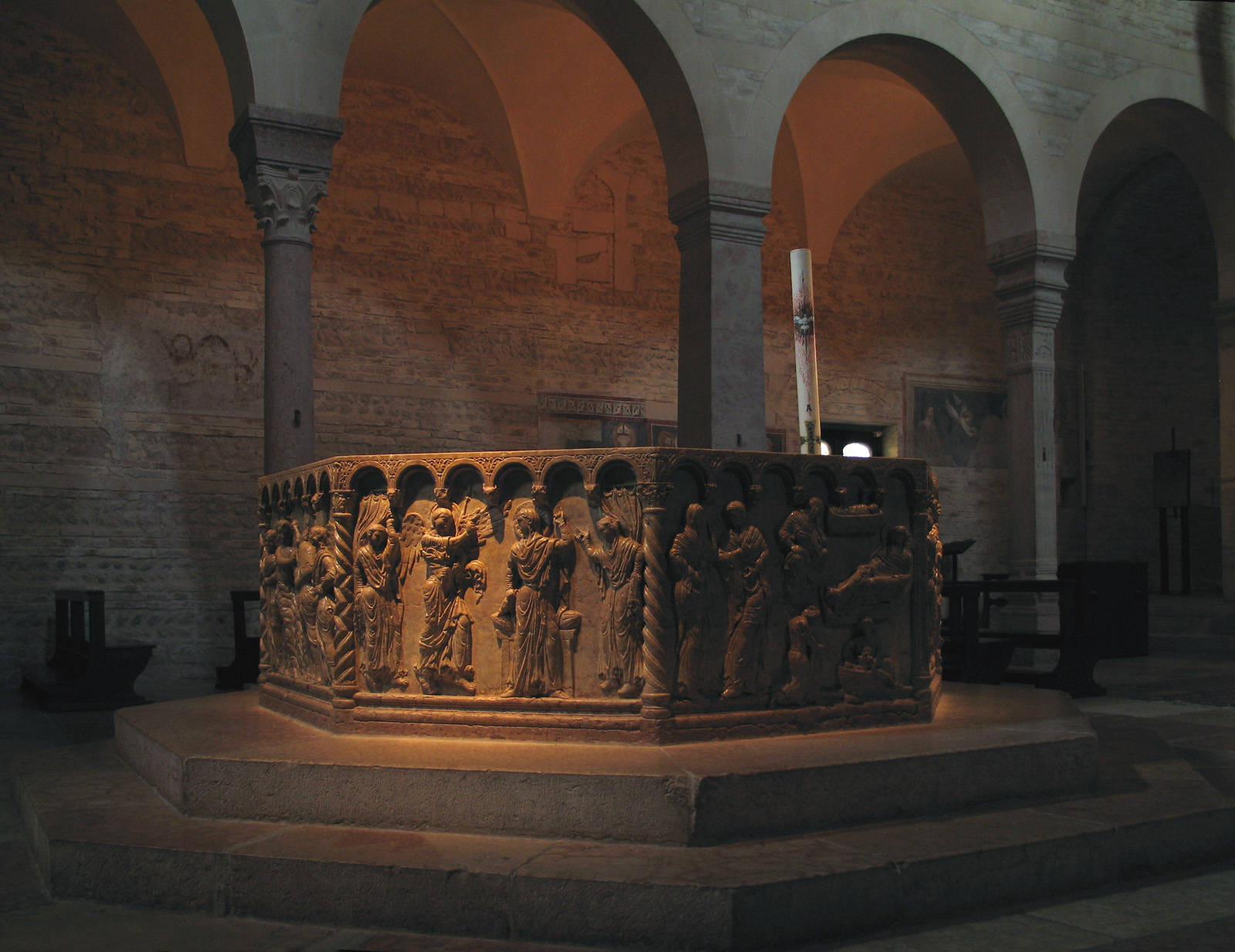
Taufbecken mit dem nördlichen Seitenschiff. Die linke Säule stammt aus dem 10. Jahrhundert, der rechte Pfeiler aus dem 6. Jahrhundert
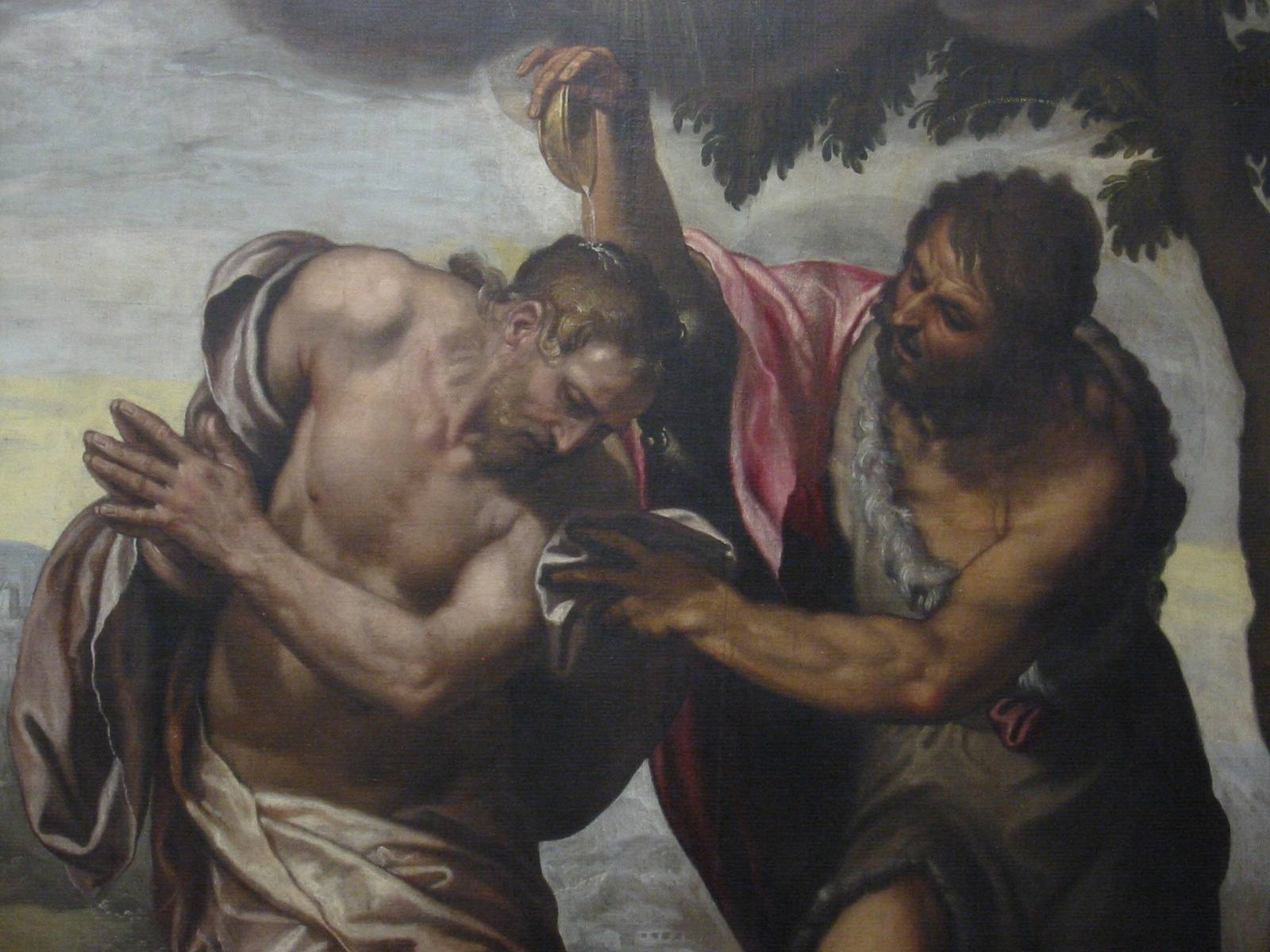
Ausschnitt aus der Pala: die Taufe Christi von Paolo Farinato

### Hauptschiff, Chor und Apsis
Von den Säulen und Pfeilern, die das Hauptschiff von den Nebenschiffen trennen, sind einige wesentlich älter als das Baptisterium und beim Bau von anderen Bauten recycelt worden. Die beiden korinthischen Säulen auf Höhe des Taufbeckens mit ihren unterschiedlichen Kapitellen können auf das 10. und das 12. Jahrhundert zurückdatiert werden. Die nördliche ältere Säule aus dem 10. Jahrhundert stammt vermutlich vom Vorgängerbau des Doms, ebenso wie die letzte baugleiche Säule auf der rechten Seite des Hauptschiffs. Der gegenüberliegende und auf zwei Seiten gerippte Pfeiler auf der Nordseite kann nach einhelliger Meinung sogar auf das 6. Jahrhundert zurückdatiert werden.
Der Chorraum und die Apsis weisen mehrere bauliche Veränderungen aus der jüngeren Vergangenheit auf. So wurde eine Balustrade, die den Chor vom Langhaus trennte, im 18. Jahrhundert entfernt, während der Fußboden im 20. Jahrhundert erneuert wurde. Nicht mehr an ihrem ursprünglichen Platz befindet sich auch die von Paolo Farinato 1568 angefertigte Pala, die mittlerweile über dem Westportal angebracht ist und die Taufe Christi zum Motiv hat. Unterhalb der drei Monoforien befinden sich die Reste eines Freskenzyklus. Letzterer zeigt von links nach rechts die heilige Katharina von Alexandrien, den Apostel Andreas und die beiden Heiligen Nikolaus von Myra und Dionysius von Paris. Er wurde von einem unbekannten Maler zu Beginn des 14. Jahrhunderts angefertigt, der noch nicht von der Schule Giottos beeinflusst war. An der rechten Innenwand des Triumphbogens ist ein Fresko aus der ersten Hälfte des 14. Jahrhunderts, das einem auch in San Zeno Maggiore tätig gewesenen Meister zugeschrieben wird und ebenfalls die Taufe Christi zum Motiv hat.
Über dem Chor hängt vom Holzdach des Mittelschiffes ein auffälliges Holzkreuz herunter. Es wurde von Giovanni Badile, einem der bedeutendsten Vertreter der Spätgotik in Verona, bemalt und zeigt ein Kruzifix auf vergoldetem Hintergrund. An den Endpunkten des Kreuzes befinden sich die vier Evangelistensymbole. Es wurde vermutlich in der zweiten Hälfte des 14. Jahrhunderts angefertigt und befand sich ursprünglich in der angrenzenden ebenfalls zum Domkomplex gehörenden Kirche Sant’Elena und wurde erst Anfang der 2000er Jahre an der jetzigen Stelle angebracht.

### Seitenschiffe
Im südlichen rechten Seitenschiff sind noch die Spuren zweier zugemauerter Türen zu erkennen, die einst als Seitenportale dienten. Das rechte der beiden Portale wurde im romanischen Stil errichtet und erst in der zweiten Hälfte des 19. Jahrhunderts zugemauert. Neben der Tür ist eine Nische mit einer Urne, in der Reliquien des seligen Heinrich von Bozen aufbewahrt werden. Es handelt sich dabei nicht um den 1315 verstorbenen gleichnamigen Seligen, sondern um einen 1350 in Verona verstorbenen Augustinermönch aus Bolzano Vicentino, dessen sterbliche Überreste seit Anfang des 15. Jahrhunderts im Baptisterium aufbewahrt werden. Am westlichen Ende des südlichen Seitenschiffes befand sich der ursprüngliche und mittlerweile zugemauerte Zugang zur Sakristei. An der Stelle hängt eine vom Veroneser Maler Giovanni Caroto 1524 angefertigte Pala mit der Madonna mit Kind und dem heiligen Dionysius von Paris. Das Altarretabel hing ursprünglich in der südlichen Seitenapsis.

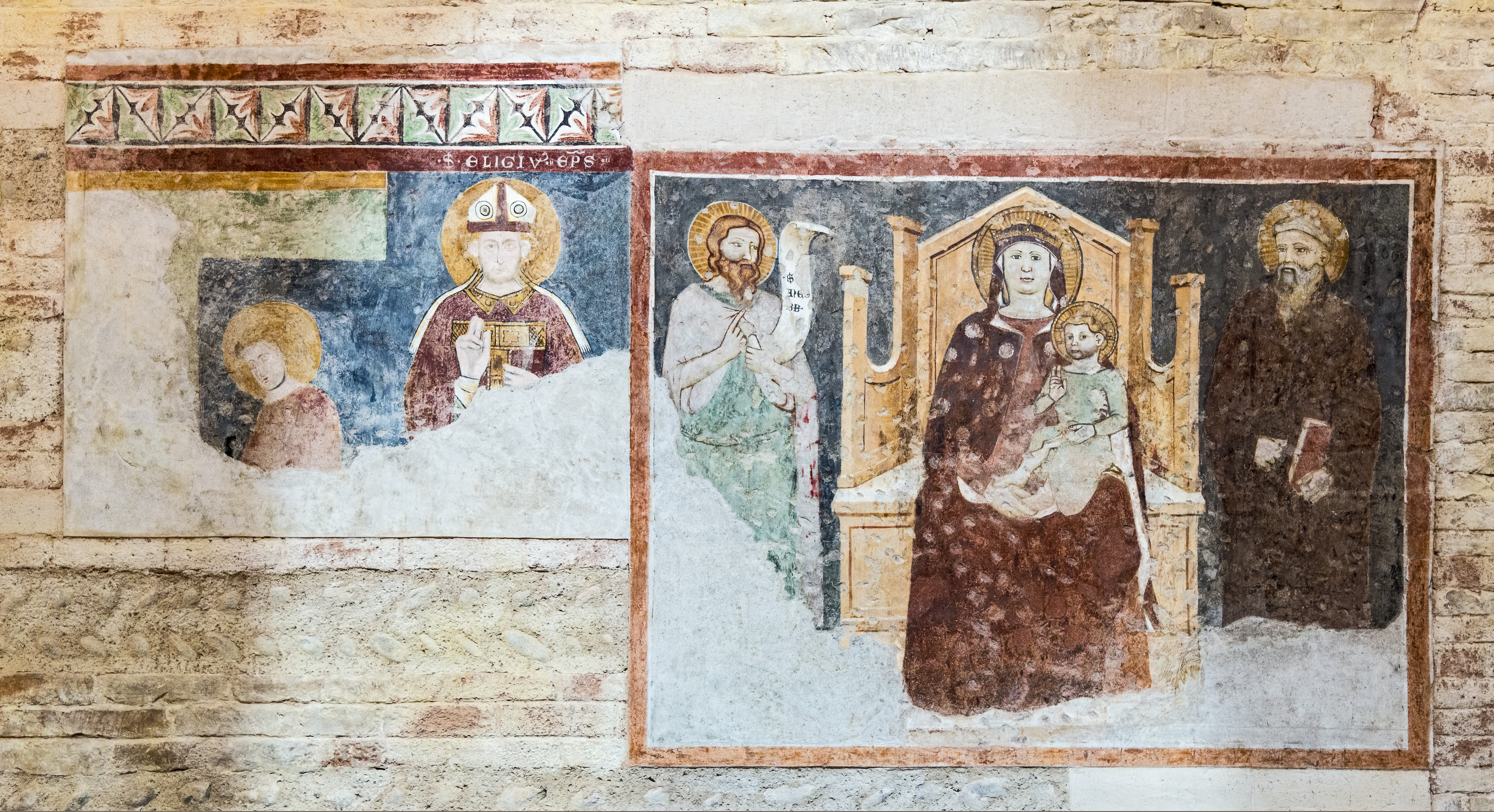
Thronende Madonna an der Außenwand des nördlichen Seitenschiffes, links daneben der heilige Eligius von Noyon
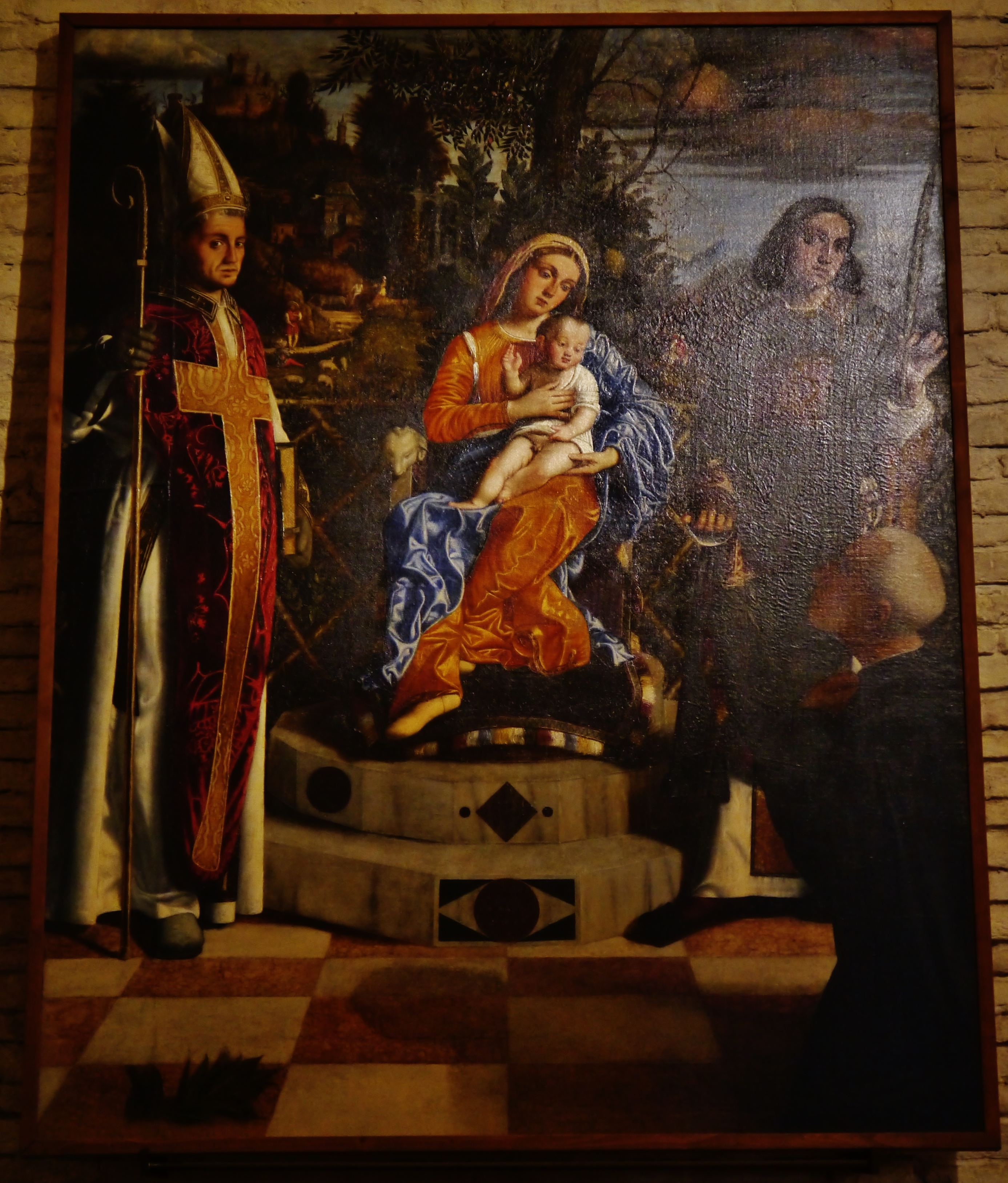
Pala von Giovanni Caroto im südlichen Seitenschiff
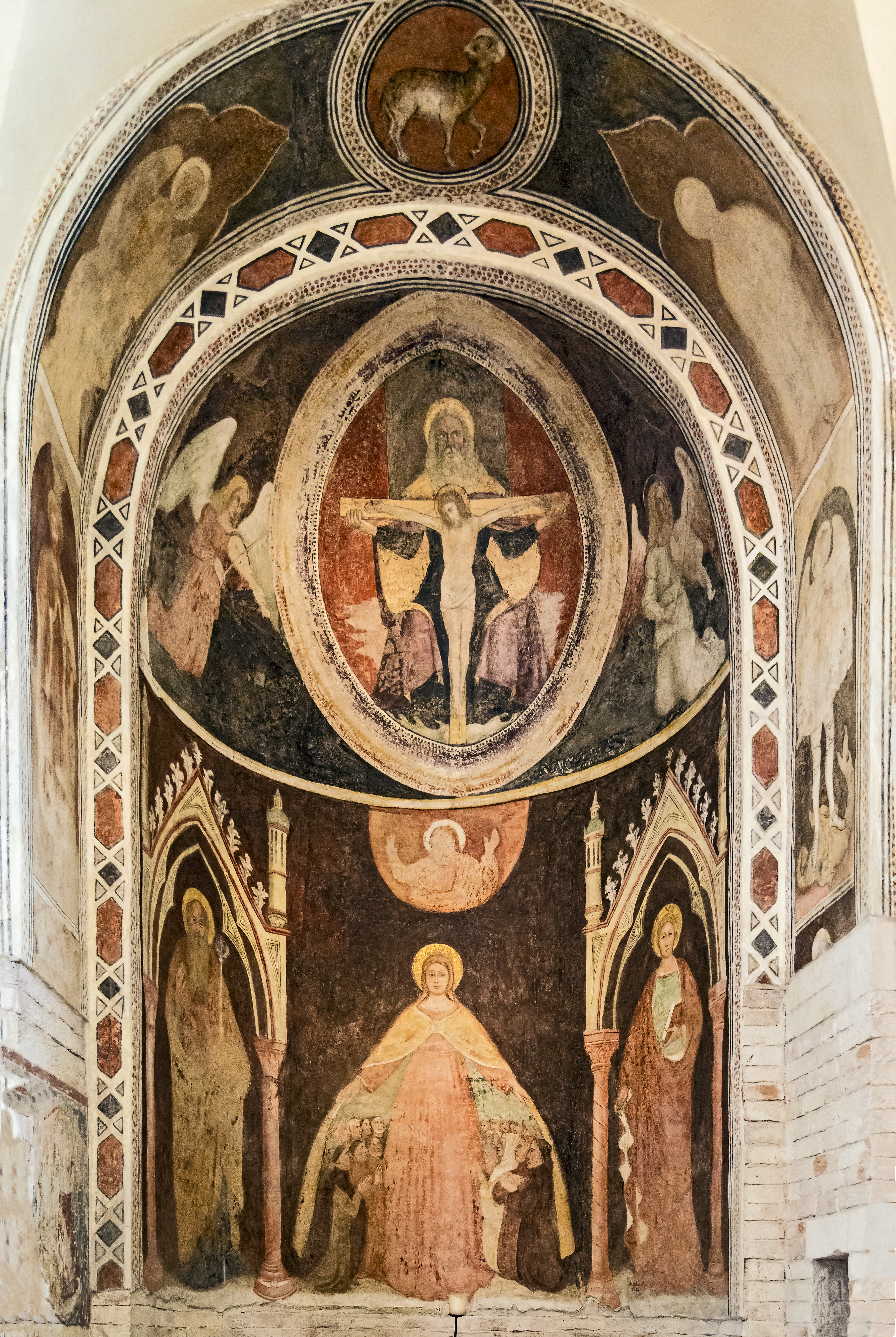
Südliche Seitenapsis

Die dem heiligen Dionysius geweihte Seitenapsis ist mit Fresken eines unbekannten Veroneser Meisters des späten 13. Jahrhunderts ausgeschmückt. Die Arbeit wird einem Schüler des Altichiero da Zevio zugeschrieben und dürfte in den 1380er Jahren entstanden sein. Sie ersetzte ein älteres in der ersten Hälfte des 13. Jahrhunderts entstandenes Fresko, von dem auf der rechten unteren Seite noch Spuren erhalten sind. Dargestellt ist die Trinität mit einem von Gottvater gehaltenen Kruzifix, darunter die Schutzmantelmadonna, die unter ihrem weiten Mantel eine Gruppe von Gläubigen aufnimmt. Daneben sind der heilige Benedikt und eine nicht näher bestimmbare Heilige mit einem Buch in der Hand dargestellt. Im Gewölbe in einem Medaillon ist ein Osterlamm, seitlich sind einige zum Teil verblichene Fresken von Heiligen und Erzengeln. Zu erkennen ist noch auf der rechten Seite der Erzengel Michael mit einem Drachen zu seinen Füßen.
In der nördlichen Seitenapsis sind nur einige Freskenspuren aus dem 13. und 14. Jahrhundert erhalten, die sich zum Teil überlappen. Unter dem einzigen Monoforium befand sich ab dem 17. Jahrhundert der Reliquienschrein des seligen Heinrich, der nach dem schweren Hochwasser von 1882 zunächst in der Hauptapsis und nach der Neugestaltung des Presbyteriums im 20. Jahrhundert im südlichen Seitenschiff seine Aufstellung fand. Neben der Apsis befindet sich das Portal, das zum Innenhof des Bischofspalastes führt und von zwei Fresken eingerahmt wird. Das rechte nur in Teilen erhaltene Fresko zeigt nach neuesten Erkenntnissen den seligen Heinrich von Bozen, von dem teilweise nur die Frisur zu erkennen ist, der, vor Johannes dem Täufer kniend, von einem Engel eine Krone aufgesetzt bekommt. Die Szene wird durch einen ärmlich bekleideten Zuschauer auf der linken Bildseite ergänzt. Das Fresko entstand noch zu Lebzeiten des Namensvetters aus Verona zwischen den 1330er und 1340er Jahren und ist bereits von der Schule Giottos beeinflusst. Links der Tür ist ein Freskosegment mit der thronenden Madonna, Johannes dem Täufer und einer dritten ein Buch haltenden Figur, die vermutlich den heiligen Benedikt oder Antonius von Padua darstellt. Es wurde zu Beginn des Trecento von einem ebenfalls in San Zeno arbeitenden Meister angefertigt und überdeckt in Teilen ein daneben liegendes Fresko aus dem 13. Jahrhundert. Auf dem älteren Fresko sind der heilige Eligius von Noyon abgebildet, wie an der Beschriftung zu erkennen ist, und ein weinender Johannes der Täufer, der vor einem nicht mehr vorhandenen Kruzifix kniet. Vom gleichen unbekannten Maler sind in Verona weitere Fresken im Dom, San Zeno und in der Unterkirche von San Fermo Maggiore erhalten, die anhand der Maltechnik und der Ausführung auf ihn zurückgeführt werden können. Von einem weiteren Fresko im nördlichen Seitenschiff sind nur Spuren erhalten.

## Taufbecken
Das in der Mitte des Hauptschiffes stehende Taufbecken gehört zu den bedeutendsten Taufbecken romanischer Baukunst in Norditalien. Es ist 3 m breit und 95 cm hoch und ruht auf einem dreistufigen Podest, von dem von der ersten Stufe nur noch die Trittfläche frei liegt. Es wurde aus einem einzigen Marmorblock aus rotem Veroneser Marmor, gebrochen in einem Steinbruch bei Sant’Ambrogio di Valpolicella, im 12. Jahrhundert gefertigt und zeigt verschiedene Szenen aus dem Leben Christi. Nicht geklärt ist, ob das Taufbecken vor Ort angefertigt wurde oder bereits fertig in die Taufkapelle transportiert wurde. Womöglich wurde der Marmorblock oder das fertige Taufbecken über eine Maueröffnung an der Südfassade in das Baptisterium gebracht. Das unterschiedliche aus Flusskiesel bestehende Gemäuer in der Form eines Rechteckes neben dem zugemauerten Südportal könnte darauf hinweisen.
Das Becken besitzt die bereits von Ambrosius von Mailand im 4. Jahrhundert für Taufbecken empfohlene Form eines Oktagons und spielt damit auf die Zahl Acht als heilige Zahl an. Eine Eigenheit stellt das kleinere Vierpassbecken in der Mitte des achteckigen Taufbeckens dar. Diese Form des Doppelbeckens wurde später beim Taufbecken in San Zeno Maggiore in Verona, im Baptisterium von Parma und im Dom von Lodi übernommen. Aus einem 1285 datierten Dokument des Baptisteriums von Parma geht hervor, dass in dem Vierpassbecken der taufende Priester stand, um nicht selbst in das Taufbecken steigen zu müssen. Dabei konnte das Vierpassbecken auch von mehreren Priestern gleichzeitig benutzt werden, so dass mehrere Personen gleichzeitig getauft werden konnten. Später wurde das Taufbecken mit einer Holzabdeckung versehen, die mit Hilfe von Löchern befestigt war.
Der obere Rand des Taufbeckens ist mit einem Rundbogenfries mit Pflanzen- und Tierprotomen versehen, während sich am unteren Rand einfache Stabornamente befinden. An den acht Ecken trennen unterschiedliche korinthische Säulen die Seiten voneinander ab. Die Motive stellen Episoden aus der Kindheitsgeschichte Jesu Christi dar und lehnen sich an das Lukas- und das Matthäus-Evangelium, aber auch an die apokryphen Schriften an. Insgesamt sind zehn Episoden auf acht Hochreliefs dargestellt. Die Episoden mit negativem Inhalt, wie dem Kindermord in Bethlehem, sind an der Nordseite, der Schattenseite, platziert. Bedingt durch Materialbrüche des Knollenkalkes, aus dem der Veroneser Marmor besteht, sind die Reliefs zum Teil abgebrochen, was sich auf den Gesamteindruck des Kunstwerks auswirkt. Teilweise wurden die abgebrochenen Teile in späterer Zeit neu ausgemeißelt. Andere Stellen sind durch die Gläubigen deutlich abgenutzt, wie das Jesuskind in der Weihnachtsgeschichte. Andere Stellen wiederum weisen Beschädigungen durch Vandalismus auf.
Wenn man das Baptisterium vom Westportal betritt, steht man als erstes dem Relief mit der Taufe Christi gegenüber. Das chronologisch gesehen erste Relief, die Verkündigung des Herrn, befindet sich rechts davon, es folgen gegen den Uhrzeigersinn die Reliefs mit der Heimsuchung Marias und die Weihnachtsgeschichte, die beide auf einer einzigen Seitenfläche dargestellt sind, die Verkündigung an die Hirten, die Anbetung der Könige, die Anordnung des Kindermordes in Bethlehem durch Herodes, der Kindermord in Bethlehem sowie der Traum Josefs und die Flucht nach Ägypten, wiederum auf einem Relief dargestellt.

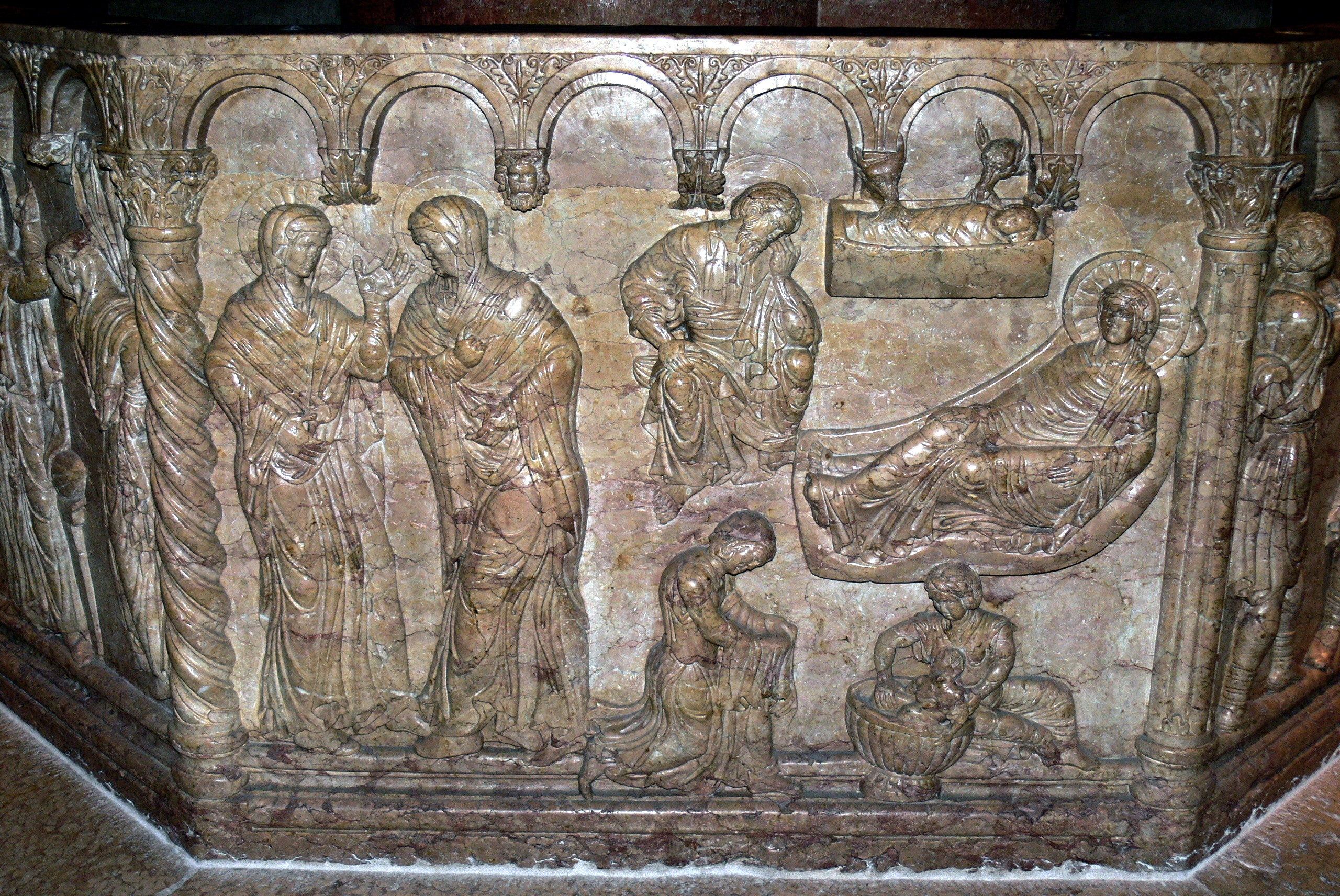
Mariä Heimsuchung und Geburt Christi
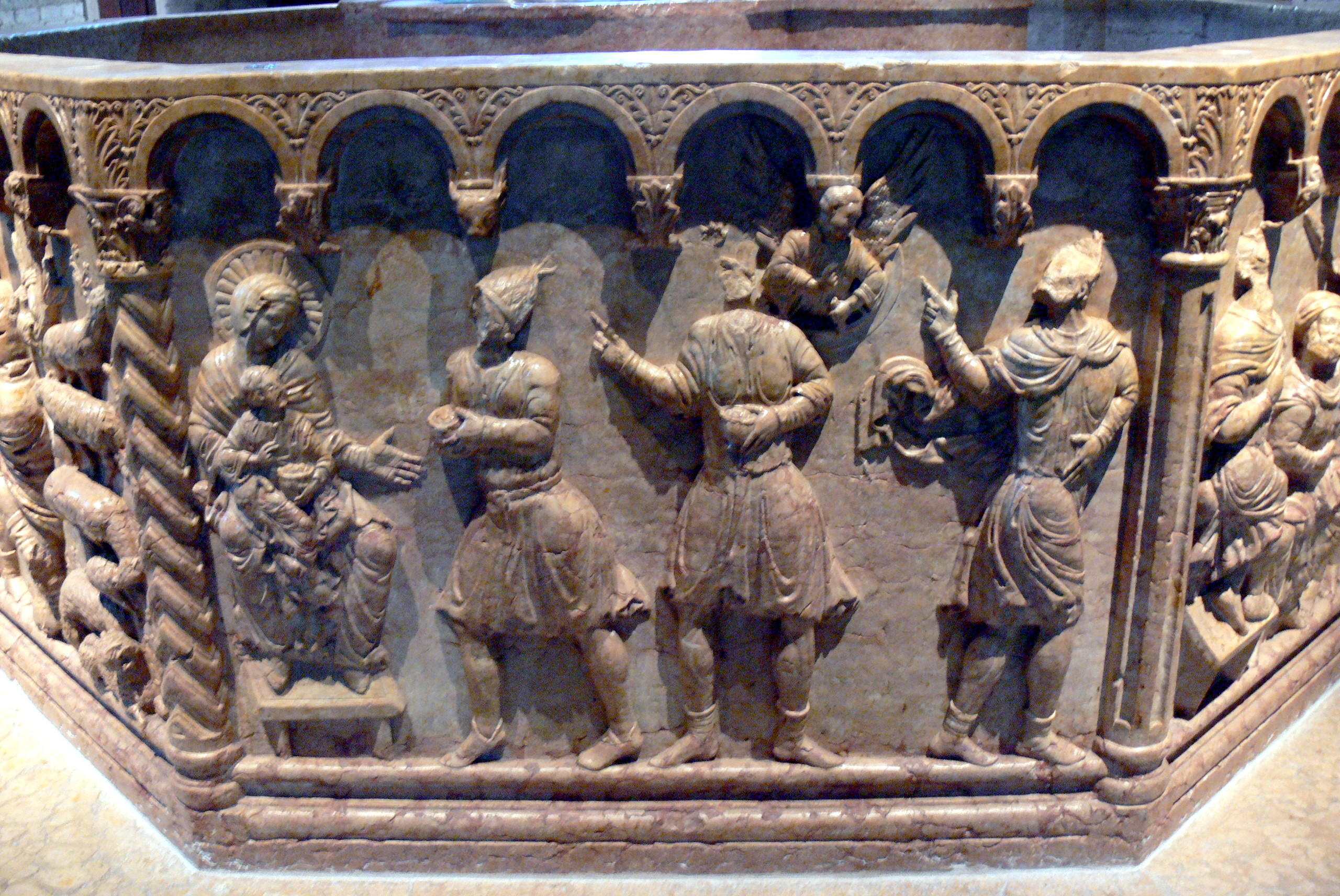
Anbetung der Könige
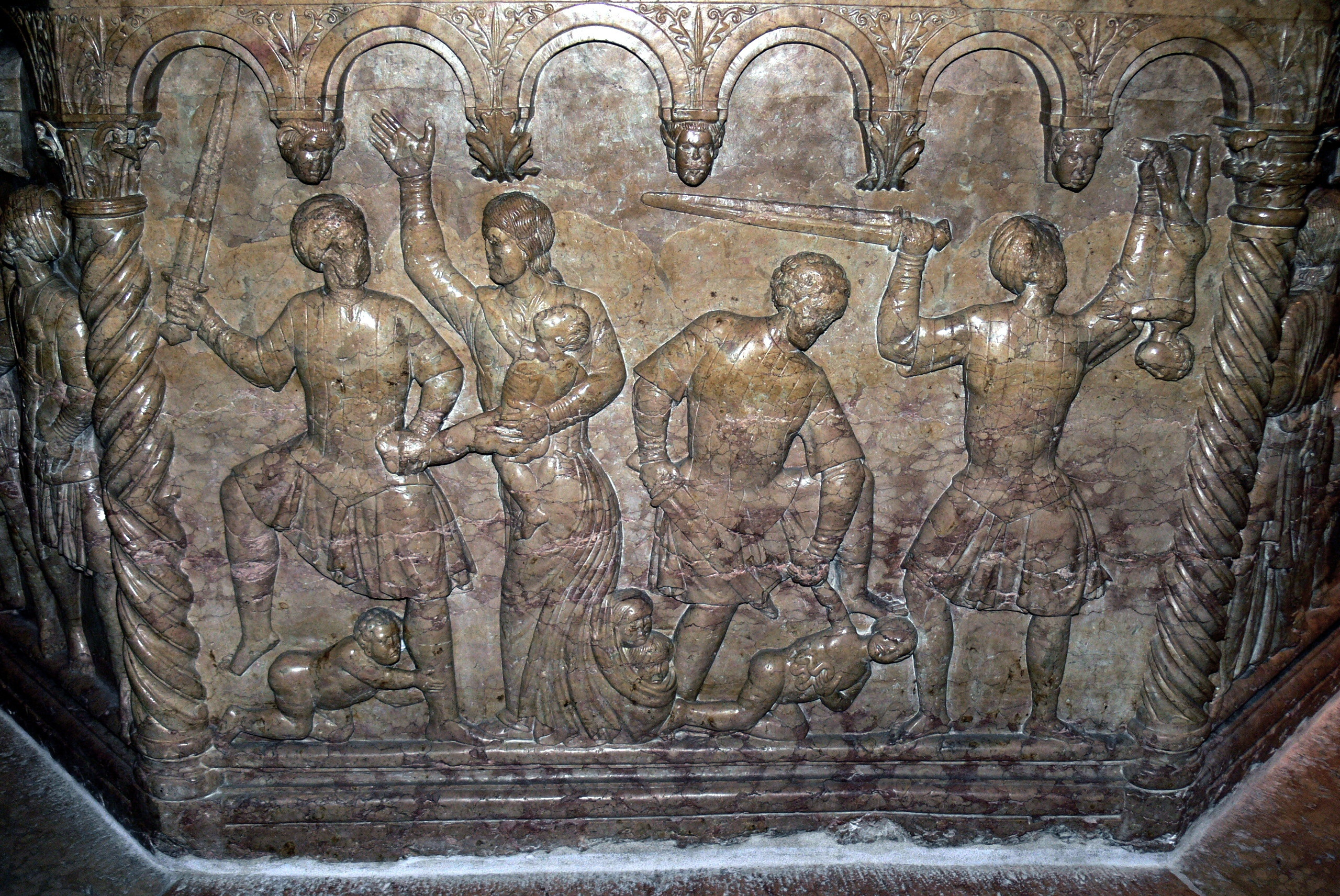
Kindermord in Bethlehem
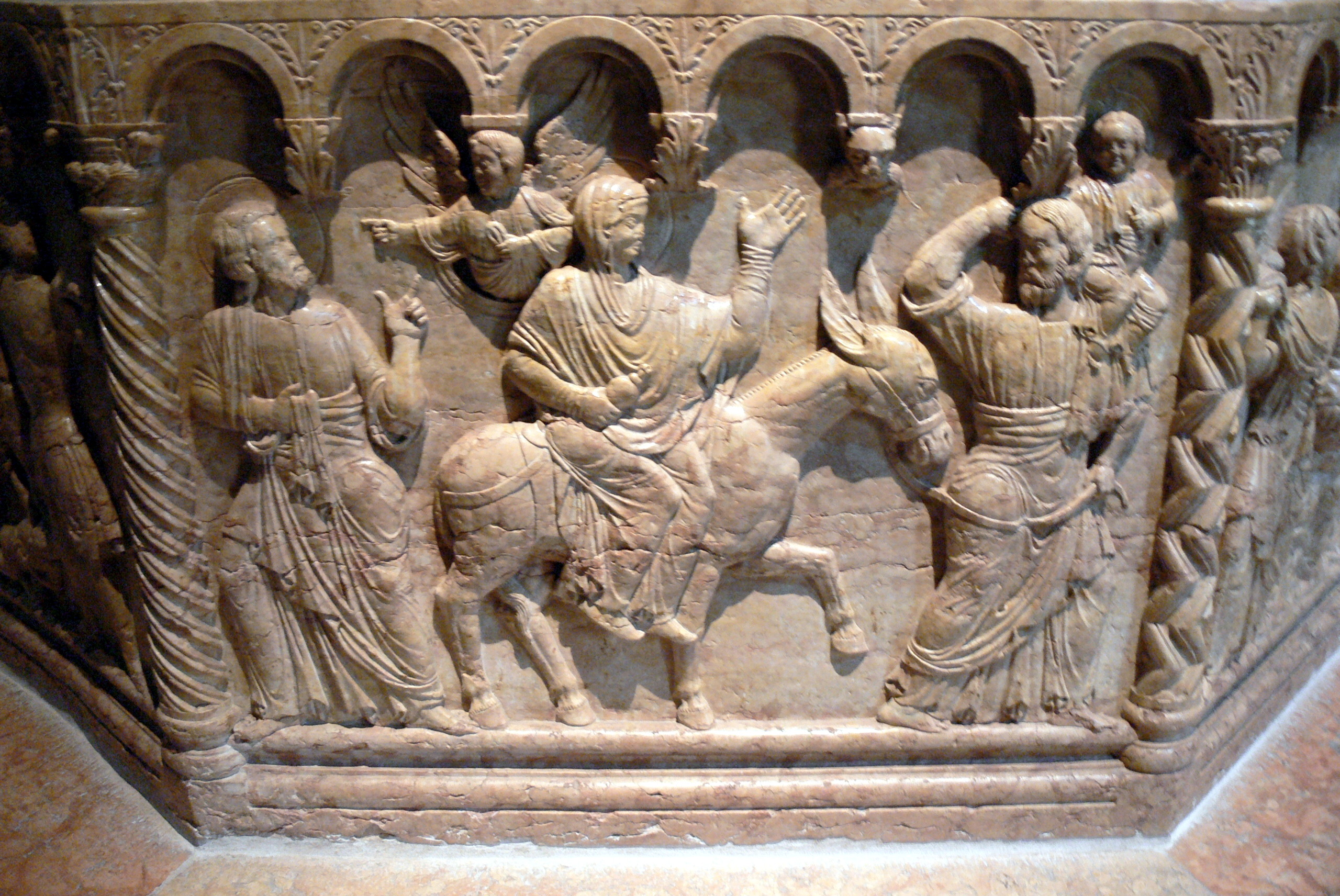
Traum Josephs und die Flucht nach Ägypten
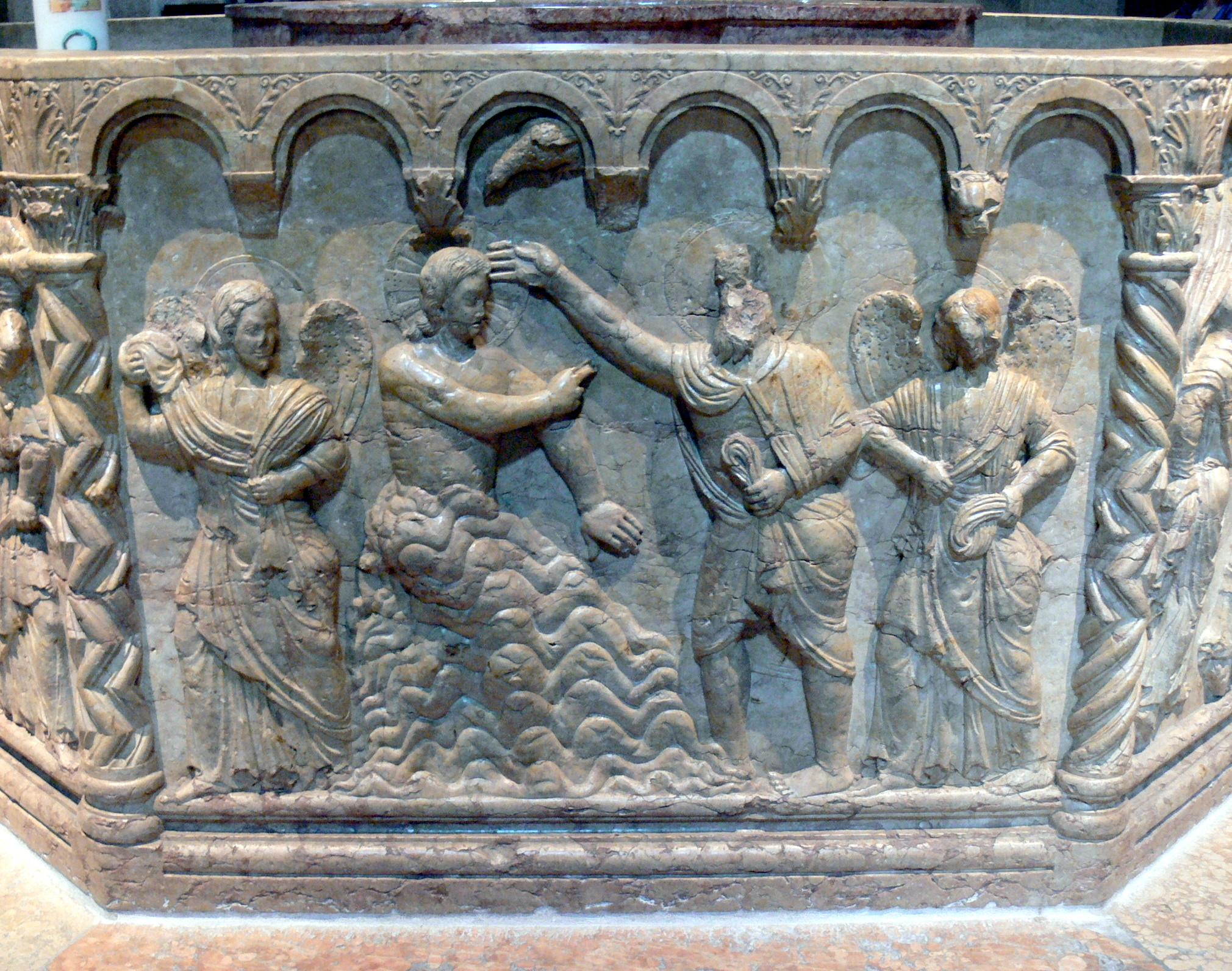
Taufe Christi

Lange Zeit wurde angenommen, dass das Becken gegen Ende des 12. Jahrhunderts entstanden ist. Neuere Studien datieren es in die 1240er Jahre. Umstritten ist auch seine stilistische und die künstlerische Zuordnung. Es weist byzantinische, römische, aber auch Einflüsse aus dem Kulturraum nördlich der Alpen auf. In der Ausarbeitung und der Darstellung sind Ähnlichkeiten mit anderen Kunstwerken aus Verona, vor allem mit Arbeiten von Brioloto in San Zeno Maggiore, vorhanden, weshalb das Taufbecken Brioloto und seiner Schule zugeschrieben wird.
Das Taufbecken wurde bis in das 14. Jahrhundert für Immersionstaufen genutzt. Mit zunehmender Verbreitung der Kindertaufe, bei der der Täufling mit Wasser übergossen und nicht mehr untergetaucht wird, verlor es ab dem 15. Jahrhundert an Bedeutung. Bereits im 16. Jahrhundert wurde das Becken nicht mehr genutzt. Im 18. Jahrhundert wurde das Becken zu Ostern und Pfingsten gefüllt. Das gesegnete und abgefüllte Wasser wurde dann das ganze Jahr über für Kindertaufen in der angrenzenden Kirche Sant’Elena genutzt. Heutzutage wird für Kindertaufen in San Giovanni in Fonte ein kleines Metallbecken benutzt, das in das große Taufbecken gestellt wird.